# Équipe d'Allemagne de l'Ouest de Coupe de la Fédération
L'équipe d'Allemagne de l'Ouest de Coupe de la Fédération est l’équipe qui, de 1963 à 1989, représente l’Allemagne de l'Ouest lors de la compétition de tennis féminin par équipe nationale appelée Coupe de la Fédération (ou « Fed Cup » à partir de 1995).
Elle est constituée d'une sélection des meilleures joueuses de tennis ouest allemandes du moment sous l’égide de la Fédération ouest allemande de tennis.
Dans les statistiques et les palmarès de la Fédération internationale de tennis, l'équipe d'Allemagne est l'héritière de l'équipe d'Allemagne de l'Ouest.

## Résultats par année

### 1963 - 1969
- 1963 (4 tours, 16 équipes) : l’Allemagne de l'Ouest s'incline au 1er tour contre la France.
- 1964 (5 tours, 20 équipes) : après un « bye » au 1er tour et une victoire contre l’Italie au 2e tour, l’Allemagne de l'Ouest s'incline en 1/4 de finale contre la France.
- 1965 (4 tours, 11 équipes) : l’Allemagne de l'Ouest s'incline au 1er tour contre l’Italie.
- 1966 (5 tours, 21 équipes) : après un « bye » au 1er tour, une victoire contre l’Argentine au 2e tour, l’Italie en 1/4 de finale et l’Australie en 1/2 finale, l’Allemagne de l'Ouest s'incline en finale contre les États-Unis.

| États-Unis - Allemagne de l'Ouest - 3 : 0 |                                  |                            |               |
| 1                                         | Julie Heldman                    | Helga Masthoff             | 4-6, 7-5, 6-1 |
| 1                                         | Billie Jean King                 | Edda Buding                | 6-3, 3-6, 6-1 |
| 1                                         | Carole Caldwell Billie Jean King | Edda Buding Helga Schultze | 6-4, 6-2      |

- 1967 (5 tours, 17 équipes) : après un « bye » au 1er tour, une victoire contre le Danemark au 2e tour et le Canada en 1/4 de finale, l’Allemagne de l'Ouest s'incline en 1/2 finale contre les États-Unis.
- 1968 (5 tours, 23 équipes) : après un « bye » au 1er tour, l’Allemagne de l'Ouest déclare forfait au 2e tour contre la Bulgarie.
- 1969 (5 tours, 20 équipes) : après une victoire au 1er tour par forfait du Brésil et une victoire contre le Canada au 2e tour, l’Allemagne de l'Ouest s'incline en 1/4 de finale contre la Grande-Bretagne.

### 1970 - 1979
- 1970 (5 tours, 22 équipes) : après un « bye » au 1er tour, une victoire contre la Suisse au 2e tour, la France en 1/4 de finale et les États-Unis en 1/2 finale, l’Allemagne de l'Ouest s'incline en finale contre l’Australie.

| Allemagne de l'Ouest - Australie - 0 : 3 |                               |                                    |               |
| 1                                        | Helga Schultze                | Karen Krantzcke                    | 2-6, 3-6      |
| 1                                        | Helga Masthoff                | Judy Tegart-Dalton                 | 6-4, 3-6, 3-6 |
| 1                                        | Helga Schultze Helga Masthoff | Judy Tegart-Dalton Karen Krantzcke | 2-6, 5-7      |

- 1971 : l’Allemagne de l'Ouest ne participe pas à cette édition organisée à Perth.
- 1972 (5 tours, 31 équipes) : après une victoire au 1er tour contre la Grèce et l’Irlande au 2e tour, l’Allemagne de l'Ouest s'incline en 1/4 de finale contre la Grande-Bretagne.
- 1973 (5 tours, 30 équipes) : après une victoire au 1er tour par forfait du Chili, l’Espagne au 2e tour et les États-Unis en 1/4 de finale, l’Allemagne de l'Ouest s'incline en 1/2 finale contre l’Australie.
- 1974 (5 tours, 29 équipes) : après une victoire au 1er tour contre le Canada, l’Espagne au 2e tour et la Roumanie en 1/4 de finale, l’Allemagne de l'Ouest s'incline en 1/2 finale contre les États-Unis.
- 1975 (5 tours, 31 équipes) : après une victoire au 1er tour contre le Danemark et l’Argentine au 2e tour, l’Allemagne de l'Ouest s'incline en 1/4 de finale contre la Tchécoslovaquie.
- 1976 (5 tours, 32 équipes) : après une victoire au 1er tour contre le Mexique et l’Italie au 2e tour, l’Allemagne de l'Ouest s'incline en 1/4 de finale contre l’Australie.
- 1977 (5 tours, 32 équipes) : après une victoire au 1er tour contre l’Espagne et le Canada au 2e tour, l’Allemagne de l'Ouest s'incline en 1/4 de finale contre l’Australie.
- 1978 (5 tours, 32 équipes) : après une victoire au 1er tour contre le Brésil, l’Allemagne de l'Ouest s'incline au 2e tour contre la Grande-Bretagne.
- 1979 (5 tours, 32 équipes) : après une victoire au 1er tour contre la Corée du Sud, l’Allemagne de l'Ouest s'incline au 2e tour contre les États-Unis.

### 1980 - 1989
- 1980 (5 tours, 32 équipes) : après une victoire au 1er tour contre l’Autriche, l’Espagne au 2e tour et la Grande-Bretagne en 1/4 de finale, l’Allemagne de l'Ouest s'incline en 1/2 finale contre l’Australie.
- 1981 (5 tours, 32 équipes) : après une victoire au 1er tour contre le Japon et le Brésil au 2e tour, l’Allemagne de l'Ouest s'incline en 1/4 de finale contre la Suisse.
- 1982 (5 tours, 32 équipes) : après une victoire au 1er tour contre le Portugal, la Chine au 2e tour, la Suisse en 1/4 de finale et l’Australie en 1/2 finale, l’Allemagne de l'Ouest s'incline en finale contre les États-Unis.

| États-Unis - Allemagne de l'Ouest - 3 : 0 |                                 |                                    |               |
| 1                                         | Chris Evert                     | Claudia Kohde-Kilsch               | 2-6, 6-1, 6-3 |
| 1                                         | Martina Navrátilová             | Bettina Bunge                      | 6-4, 6-4      |
| 1                                         | Chris Evert Martina Navrátilová | Bettina Bunge Claudia Kohde-Kilsch | 3-6, 6-1, 6-2 |

- 1983 (qualifications + 5 tours, 39 équipes) : après une victoire au 1er tour contre l’Espagne, le Japon au 2e tour, la Grande-Bretagne en 1/4 de finale et la Suisse en 1/2 finale, l’Allemagne de l'Ouest s'incline en finale contre la Tchécoslovaquie.

| Tchécoslovaquie - Allemagne de l'Ouest - 2 : 1 |                                |                                |               |
| 1                                              | Helena Suková                  | Claudia Kohde-Kilsch           | 6-4, 2-6, 6-2 |
| 1                                              | Hana Mandlíková                | Bettina Bunge                  | 6-2, 3-0, ab. |
| 1                                              | Iva Budařová Marcela Skuherská | Claudia Kohde-Kilsch Eva Pfaff | 6-3, 2-6, 1-6 |

- 1984 (qualifications + 5 tours, 36 équipes) : après une victoire au 1er tour contre la Chine et la Suède au 2e tour, l’Allemagne de l'Ouest s'incline en 1/4 de finale contre l’Australie.
- 1985 (qualifications + 5 tours, 38 équipes) : l’Allemagne de l'Ouest s'incline au 1er tour contre la Grande-Bretagne.
- 1986 (qualifications + 5 tours, 42 équipes) : après une victoire au 1er tour contre la Belgique, le Brésil au 2e tour et la Bulgarie en 1/4 de finale, l’Allemagne de l'Ouest s'incline en 1/2 finale contre les États-Unis.
- 1987 (qualifications + 5 tours, 42 équipes) : après une victoire au 1er tour contre  Hong Kong, la Corée du Sud au 2e tour, l’Argentine en 1/4 de finale et la Tchécoslovaquie en 1/2 finale, l’Allemagne de l'Ouest l’emporte en finale contre les États-Unis.

| États-Unis - Allemagne de l'Ouest - 1 : 2 |                         |                                  |               |
| 1                                         | Pam Shriver             | Claudia Kohde-Kilsch             | 6-0, 7-6      |
| 1                                         | Chris Evert             | Steffi Graf                      | 2-6, 1-6      |
| 1                                         | Chris Evert Pam Shriver | Steffi Graf Claudia Kohde-Kilsch | 6-1, 5-7, 4-6 |

- 1988 (qualifications + 5 tours, 36 équipes) : après une victoire au 1er tour contre le Mexique, la France au 2e tour et l’Australie en 1/4 de finale, l’Allemagne de l'Ouest s'incline en 1/2 finale contre l’URSS.
- 1989 (qualifications + 5 tours, 40 équipes) : après une victoire au 1er tour contre la Finlande et le Japon au 2e tour, l’Allemagne de l'Ouest s'incline en 1/4 de finale contre la Tchécoslovaquie.

En 1990, les deux Allemagnes sont réunifiées et participent dès lors à la compétition sous la bannière de l'Équipe d'Allemagne de Fed Cup.

## Bilan de l'équipe
Résultats des confrontations entre l’Allemagne de l'Ouest et ses adversaires les plus fréquents (3 rencontres minimum dans les groupes mondiaux).
| #  | Adversaires     | Rencontres | Victoires | Défaites | % victoires |
| -- | --------------- | ---------- | --------- | -------- | ----------- |
| 1  | Australie       | 9          | 3         | 6        | 33 %        |
| 2  | États-Unis      | 9          | 3         | 6        | 33 %        |
| 3  | Grande-Bretagne | 6          | 2         | 4        | 33 %        |
| 4  | Espagne         | 5          | 5         | 0        | 100 %       |
| 5  | Brésil          | 4          | 4         | 0        | 100 %       |
| 6  | Canada          | 4          | 4         | 0        | 100 %       |
| 7  | Suisse          | 4          | 3         | 1        | 75 %        |
| 8  | Italie          | 4          | 3         | 1        | 75 %        |
| 9  | France          | 4          | 2         | 2        | 50 %        |
| 10 | Tchécoslovaquie | 4          | 1         | 3        | 25 %        |
| 11 | Japon           | 3          | 3         | 0        | 100 %       |
| 12 | Argentine       | 3          | 3         | 0        | 100 %       |

## Bilan des joueuses les plus sélectionnées
Ce bilan est calculé sur la base des rencontres officielles des groupes mondiaux et barrages I et II. Les rencontres des tableaux dits de « consolation » et celles par « zones géographiques » ne sont pas prises en compte. Les joueuses comptant moins de 5 sélections ne sont pas reprises dans le tableau.
| #  | Joueuses                | De   | à    | Sélections | Matchs | Victoires | Défaites | % victoires |
| -- | ----------------------- | ---- | ---- | ---------- | ------ | --------- | -------- | ----------- |
| 1  | Bettina Bunge           | 1980 | 1989 | 23         | 36     | 27        | 9        | 75 %        |
| 2  | Claudia Kohde-Kilsch    | 1982 | 1989 | 25         | 40     | 28        | 12       | 70 %        |
| 3  | Edda Buding             | 1963 | 1967 | 8          | 12     | 7         | 5        | 58 %        |
| 4  | Eva Pfaff               | 1982 | 1988 | 9          | 10     | 9         | 1        | 90 %        |
| 5  | Heide Schildknecht-Orth | 1964 | 1973 | 11         | 15     | 10        | 5        | 67 %        |
| 6  | Heidi Eisterlehner      | 1976 | 1978 | 5          | 5      | 3         | 2        | 60 %        |
| 7  | Helga Masthoff          | 1965 | 1977 | 33         | 56     | 38        | 18       | 68 %        |
| 8  | Helga Schultze          | 1964 | 1974 | 16         | 25     | 14        | 11       | 56 %        |
| 9  | Iris Riedel             | 1976 | 1981 | 8          | 10     | 6         | 4        | 60 %        |
| 10 | Katja Ebbinghaus        | 1970 | 1979 | 21         | 26     | 19        | 7        | 73 %        |
| 11 | Petra Keppeler          | 1983 | 1985 | 6          | 9      | 5         | 4        | 56 %        |
| 12 | Steffi Graf             | 1986 | 1989 | 10         | 17     | 16        | 1        | 94 %        |
| 13 | Sylvia Hanika           | 1978 | 1988 | 15         | 28     | 17        | 11       | 61 %        |